# Zbigniew Świętek
Zbigniew Świętek (19 oktober 1966, Zaklików) is een Poolse voetballer. Na enkele Poolse clubs speelde hij vanaf de jaren 90 in België, eerst in de nationale reeksen, later bij verschillende provinciale clubs. Hij speelt als aanvaller.
Swietek speelde in zijn jeugd bij de lokale club Sanna Zaklików en vanaf 1985 voor Stal Kraśnik. Eind jaren 80 ging hij spelen voor Lublinianka uit Lubin en in 1989 trok hij naar Wisła Kraków, een van de topclubs in Polen. In 93 competitiewedstrijden scoorde hij er 23 maal.
In 1993 verhuisde hij naar België, waar hij in Eerste klasse ging spelen voor KV Oostende. Hij bleef er spelen tot 1997, toen hij ging spelen voor Cercle Brugge, dat net naar Tweede Klasse was gedegradeerd. In 32 competitiewedstrijden scoorde hij er 13 maal. Hij verliet Cercle na een jaar weer en ging in 1998 voor derdeklasser Vigor Wuitens Hamme spelen.
In 1999 keerde hij terug naar West-Vlaanderen waar hij ging spelen voor eersteprovincialer SVD Handzame, dat net uit Vierde Klasse was gedegradeerde. Handzame haalde op het eind van dat seizoen 1999/2000 de eindronde en behaalde daar de terugkeer naar Vierde Klasse. Świętek vertrok ook hier na een jaar en ging in 2000 spelen voor de naburige vierdeklasser KSV Diksmuide. Weer bleef hij maar een seizoen en in 2001 ging hij weer in de West-Vlaamse provinciale reeksen spelen, nu bij KSC Blankenberge, dat net was gedegradeerd naar Eerste Provinciale. Vanaf 2002 speelde hij enkele jaren voor SV Koekelare in Eerste en Tweede Provinciale. In 2009 ging hij nog spelen bij KFC Lichtervelde en later bij Bredene Sport. Vanaf augustus 2014 is hij trainer bij de tweedejaars gewestelijke U15-knapen van SVD Kortemark.